# Santana do Araguaia
Santana do Araguaia è un comune del Brasile nello Stato del Pará, parte della mesoregione del Sudeste Paraense e della microregione di Conceição do Araguaia. La città è stata fondata il 20 dicembre 1961 dall'allora governatore del Pará, Aurélio do Carmo.